# Любчино
Любчино (пол. Lubczyno, нім. Ludwigshorst) — село в Польщі, у гміні Боґданець Ґожовського повіту Любуського воєводства.
Населення — 326 осіб (2011).

## Демографія
Демографічна структура станом на 31 березня 2011 року:
|          | Загалом | Допрацездатний вік | Працездатний вік | Постпрацездатний вік |
| -------- | ------- | ------------------ | ---------------- | -------------------- |
| Чоловіки | 153     | 34                 | 103              | 16                   |
| Жінки    | 173     | 34                 | 98               | 41                   |
| Разом    | 326     | 68                 | 201              | 57                   |